# Popowia clavata
Popowia clavata är en kirimojaväxtart som beskrevs av Friedrich Ludwig Diels. Popowia clavata ingår i släktet Popowia och familjen kirimojaväxter. Inga underarter finns listade i Catalogue of Life.